# Feliks Milgrom
Feliks Milgrom (ang. Felix Milgrom), ur. 12 października 1919 w Rohatynie, zm. 2 września 2007 w Buffalo – immunolog amerykański pochodzenia polskiego, profesor doktor habilitowany nauk medycznych, dyrektor Instytutu Immunologii i Terapii Doświadczalnej PAN we Wrocławiu, członek zagraniczny PAU.
Wychował się w Mielcu, gdzie w 1937 r., ukończywszy Gimnazjum i Liceum im. Stanisława Konarskiego, zdał maturę. 
Studia medyczne odbył we Lwowie na Uniwersytecie Jana Kazimierza (1937–1941), UMCS w Lublinie (1945) i Uniwersytecie we Wrocławiu (1946–1947). Był uczniem prof. Ludwika Hirszfelda i autorem wspomnień o nim zatytułowanych My association with Ludwik Hirszfeld 1945–54. W 1946 uzyskał dyplom lekarza, w 1947 doktora medycyny, a w 1951 r. stopień doktora habilitowanego na Wydziale Lekarskim Uniwersytetu Wrocławskiego we Wrocławiu. W latach 1954–1957 był kierownikiem Katedry Mikrobiologii Śląskiej Akademii Medycznej. Zmuszony do emigracji w latach 50. XX wieku, wyjechał do Paryża, gdzie był związany z Pierrem Grabarem w Instytucie Pasteura, a w 1958 r. do USA, gdzie uzyskał tytuł naukowy Distinguished professor of microbiology Uniwersytetu stanowego w Nowym Jorku. Ceniony ekspert w zakresie immunologii i mikrobiologii, był autorem lub współautorem ponad 400 publikacji naukowych. Zajmował się głównie autoimmunologią i transplantologią. Opracował m.in. prosty test do diagnostyki kiły.